# Гонфалоньер
Гонфалоньер (итал. gonfaloniere — знаменосец) — первоначально (с середины XIII века) так назывались  главы ополчения пополанов во Флоренции и других городах Италии.

## Гонфалоньер Святой Церкви
В Папском государстве существовала военная должность гонфалоньера Церкви (ит. Gonfaloniere della Chiesa). Гонфалоньер торжественно получал из рук папы два знамени: с гербом Святого престола (ключами св. Петра и тиарой) и с личным гербом правящего понтифика и имел право включить их в свой герб. Гонфалоньер Церкви исполнял обязанности главнокомандующего войсками Римского папы; уже в XIV веке эта должность приобрела характер почести, знака отличия.
Появилась другая похожая должность — Капитан-генерал Церкви (итал. Capitano generale della Chiesa), которую получал фактический главнокомандующий папской армией в ту или иную военную кампанию. В своё время эту должность занимали такие известные сыновья, племянники и приближённые римских пап как Джироламо Риарио, Франческо Мария I делла Ровере, Чезаре Борджиа, Франческо II Гонзага, Пьер Луиджи Фарнезе. Довольно часто, но всё же не всегда, и гонфалоньером и капитан-генералом Церкви бывал один человек.
Папа Иннокентий XI (1676–1689) соединил обе старые должности в новой должности знаменосца Церкви (ит. Vessillifero di Santa Romana Chiesa), которая на некоторое время стала наследственной в римской аристократической семье Патрици Наро.

## Гонфалоньер справедливости во Флоренции
В 1293 году во Флорентийской республике была установлена должность гонфалоньера справедливости (правосудия) (итал. Gonfaloniere di Giustizia), который стал главой синьории (органа городского управления). Ему была поручена охрана конституции «Установления справедливости». Гонфалоньер имел знамя определенной формы и цвета — гонфалон, символизировавшее его власть. Гонфалоньер справедливости избирался сроком на 2 месяца при помощи жребия из членов старших городских гильдий. Постепенно выбор все более сужался и вскоре главу синьории стали выбирать из представителей наиболее влиятельных семейств Флоренции. С 1393 года Гонфалоньер справедливости должен был быть не моложе сорока пяти лет. Являясь председателем синьории, ведая городской военной силой, обладая правом созыва советов и инициативы законов, гонфалоньер справедливости был активным центром управления, влияние которого ограничивалось больше всего краткостью должностного срока (месяц). В 1502 году должность становится пожизненной, как средство укрепления республики, и гонфалоньером справедливости избирается Пьеро Содерини. Реставрация Медичи возвращает должности ее краткосрочный характер. В 1527 году установлены выборы гонфалоньера на один год, с правом троекратного переизбрания. В 1532 году должность была упразднена, а место гонфалоньера справедливости во главе государства занял герцог.

### Список Гонфалоньеров справедливости Флорентийской республики
- 15.02.—14.04.1293 г. — Убальдо Руффоли (Baldus de Ruffolis)
- 15.04.—14.06.1293 г. — Мильоре Гваданьи
- 15.06.—14.08.1293 г. — Дино Компаньи (Dinus Compagni)
- 15.08.—14.10.1293 г. — Джанни Буямонте
- 15.10.—14.12.1293 г. — Госо Гвидалотти де Манчини (Gosus Guidalotti de Mancinis)
- 15.12.1293—14.02.1294 г. — Лапо Паце Анджольери (Lapus Pacis Angioleri)
- 15.02.—14.04.1294 г. — Россо де Строцци (Rossus de lo Strozza)
- 15.04.—14.06.1294 г. — Чинго Альтовити (Cingus Altoviti)
- 15.06.—14.08.1294 г. — Давиццино Райнери Давицци (Davizzinus Raineri Davizzi)
- 15.08.—14.10.1294 г. — Бетто Ринальди (Bettus Rinaldi)
- 15.10.—14.12.1294 г. — Боначчо Оттобуони (Bonaccius Ottobuoni)
- 15.12.1294—14.02.1295 г. — Пачино Анджольери (Pacinus Angioleri)
- 15.02.—14.04.1295 г. — Герардо Лупичини (Gherardus Lupicini)
- 15.04.—14.06.1295 г. — Нуто де Мариньолли (Nutus de Marignollis)
- 15.06.—14.08.1295 г. — Верио Фальки Бальдовини (Verius Falchi Baldovini)
- 15.08.—14.10.1295 г. — Каро Рустики де Кантори (Carus Rustichi de Cantoribus)
- 15.10.—14.12.1295 г. — Нери Корсини
- 15.12.1295—14.02.1296 г. — Камбио Альдобрандини Беллинчиони (Cambius Aldobrandini Bellincionis)
- 15.02.—14.04.1296 г. — Ардинго Бонаджунте де Медичи (Ardingus Bonagiunte de Medicis)
- 15.04.—14.06.1296 г. — Канте Гвидалотти
- 15.06.—14.08.1296 г. — Лапо Амонити де Минутоли (Lapus Amoniti de Minutolis)
- 15.08.—14.10.1296 г. — Чино Кольти (Cinus Colti)
- 15.10.—14.12.1296 г. — Спинелло Райнери Джиролами (Spinellus Raineri Girolami)
- 15.12.1296—14.02.1297 г. — Дуччо Палле Бернарди (Duccius Palle Bernardi)
- 15.02.—14.04.1297 г. — Липпо Манни (Lippus Manni)
- 15.04.—14.06.1297 г. — Чере Пилоси де Каниджани (Cere Pilosi de Canigianis)
- 15.06.—14.08.1297 г. — Пачино Перуцци (Pacinus Peruzzi)
- 15.08.—14.10.1297 г. — Арриго де Рокки (Arrigus de Rocchis)
- 15.10.—14.12.1297 г. — Паньо Строцци (Pagnus Strozze)
- 15.12.1297—14.02.1298 г. — Лапо дель Гвацца Оливьери (Lapus Guazze Ulivieri)
- 15.02.—14.04.1298 г. — Маннино де Аччайоли (Manninus de Acciaiuolis)
- 15.04.—14.06.1298 г. — Паньо Герарди Бордони (Pagnus Gherardi Bordonis)
- 15.06.—14.08.1298 г. — Лапо Ямбони де Орчьолини (Lapus Iamboni de Orciolinis)
- 15.08.—14.10.1298 г. — Боргезе Мильорати (Borghese Megliorati)
- 15.10.—14.12.1298 г. — Андреа Гвидони де Риччи (Andreas Guidonis de Riccis)
- 15.12.1298—14.02.1299 г. — Гуччо Бонаджунте де Медичи (Guccius Bonagiunte de Medicis)
- 15.02.—14.04.1299 г. — Лапо Таленти де Бучелли (Lapus Talenti de Bucellis)
- 15.04.—14.06.1299 г. — Борго Ринальди (Borgus Rinaldi)
- 15.06.—14.08.1299 г. — Дуранте Бонфантини
- 15.08.—14.10.1299 г. — Никколо Донати де Ардингелли (Niccolus Donati de Ardinghellis)
- 15.10.—14.12.1299 г. — Туччо Ферруччи (Tuccius Ferrucci)

- 15.12.1299—14.02.1300 г. — Чекко Ристори (Ceccus Ciai Ristori)
- 15.10.—14.12.1314 г. — Аверардо де Медичи (Averardus de Medicis)
- 25.01 — 24.02 1339 г. — Антонио Альбицци (Antonius Albissius)
- 15.10.—14.12.1340 г. — Тальдо Валори (Taldus Valoris)
- 15.06.—14.08.1343 г. — Франческо Пачини (Franciscus Pacini)
- 22.09—октябрь 1343 г. — Сандро да Кварата
- ноябрь—декабрь 1343 г. — Санто Спирито
- май—июнь 1378 г. — Сальвестро де Медичи
- июнь—22.07.1378 г. — Луиджи Гвиччардини (восставшие чомпи в один день возвели его в рыцари и сожгли его дом)
- 22.07—31.08.1378 г. — Микеле ди Ландо
- 01.09.1378 г. — Бартоло аи Якопо Коста (Бароччо) (правил меньше дня)
- 1387 г. — Филиппо Магалотти (отстранен от должности из-за несоответствия возрастному цензу)
- 29.04—июнь 1387 г. — Бардо Манчини
- 1391 г. — Донато Аччайоли
- сентябрь—октябрь 1393 г. — Томмазо (Мазо) дельи Альбицци
- 1394 г. — Донато Аччайоли (изгнан из республики)

- 1405 г. — Луиджи Гвиччардини
- 01.01.—28.02.1411 г. — Бернардо Гваданьи
- 1414 г. — Агноло Пандольфини (1360—1446)
- 01.05.—30.06.1416 г. — Вьери Гваданьи
- 1420 г. — Агноло Пандольфини (1360—1446)
- 1420 г. — Бартоломео Валори (1354—1427)
- 1421 г. — Джованни де Медичи
- 01.05.—30.06.1428 г. — Бернардо Гваданьи
- 1431 г. — Агноло Пандольфини (1360—1446)
- 01.09.—31.10.1433 г. — Бернардо Гваданьи (санкционировал арест Козимо де Медичи)
- июль—август 1434 г. — Донато Веллути
- сентябрь—октябрь 1434 г. — Никколо ди Кокко (санкционировал арест своего предшественника Веллути по обвинению в растрате общественных финансов; сторонник Медичи)[4]
- январь—февраль 1435 г. — Козимо де Медичи Старший
- январь—февраль 1439 г. — Козимо де Медичи Старший
- 1439 г. — Джулиано Даванцати (рыцарь Церкви, капитан Пизы)
- сентябрь—октябрь 1441 г. — Бартоломео Орландини
- 1446 г. — Андреа Нарди (в 1466 г. был выслан из Флоренции, его сын Бернардо в 1470 г. руководил мятежем в Прато, подавленным Петруччи)
- 1449 г. — Нероне Диотисальви (сторонник Медичи)
- сентябрь—октябрь 1453 г. — Маттео Пальмиери
- 1454 г. — Диотисальви Нерони (сторонник Медичи, затем заговорщик против Пьеро I, изгнан из республики)
- март—апрель 1458 г. — Маттео Бартоли (нейтральный к Медичи)
- июль—август 1458 г. — Лука Питти (трижды был на этой должности, сторонник, затем противник Медичи)
- 1460 г. — Оттоне Никколини (сторонник Медичи)
- 1461 г. — Пьеро де Медичи
- 1464 г. — Андреа Кардуччи
- ноябрь—декабрь 1465 г. — Никколо Содерини (противник Медичи, участник заговора Диетисальви, изгнан)
- июль—август 1466 г. — Бернардо Лотти (нейтральный к Медичи)
- сентябрь—октябрь 1466 г. — Роберто Лиони (сторонник Медичи)
- 1468 г. — Маттео Пальмиери
- 1468 г. — Бальдо Альтовити (сторонник Медичи)
- 1471 г. — Аламанно Ринуччини
- март—апрель 1478 г. — Чезаре Петруччи (сторонник Медичи, активный участник подавления заговора Пацци, в итоге был анафематстван папой Сикстом IV, благоволившим мятежникам; ранее, в должности подесты Прато, подавил заговор Нарди)
- ноябрь—декабрь 1479 г. — Томмазо Содерини (трижды был на этой должности, сторонник Медичи, брат Никколо Содерини, ближайший сподвижник Лоренцо Великолепного)
- 1483 г. — Филиппо Скарлатти
- 1490 г. — Пьеро Аламанни
- ноябрь—декабрь 1494 г. — Пьеро Каппони (противник Медичи)
- март—апрель 1497 г. — Бернардо де Неро (противник Медичи)
- 1497 г. — Франческо Валори (четвёртый раз, сторонник Савонаролы)
- 1497 г. — Бернардо дель Неро (сторонник Медичи)
- 1498 г. — Гвидантонио Веспуччи (оптимат)

- июль—август 1501 г. — Филиппо Кардуччи (сын Андреа Кардуччи)
- 01.11.1502—1512 гг. — Пьеро Содерини (противник Медичи, пожизненный гонфалоньер)
- 1512 г. — Пьеро Аламанни
- 1525 г. — Рафаэле Джиролами
- 1526 г — Никколо Каппони (сын Пьеро Каппони, противник Медичи)
- 1527 г. — Луиджи Гвиччардини (1478—1551)
- 31.05.1527—апрель 1529 гг — Никколо Каппони (сын Пьеро Каппони, противник Медичи)
- 01.05.1529—31.12.1529 г. — Франческо Кардуччи (противник Медичи, казнен ими в 1530 г.)
- 1530 г. — Рафаэле Джиролами
- 1531—1532 гг. — Алессандро Медичи (последний гонфалоньер)